# 大绒球帽

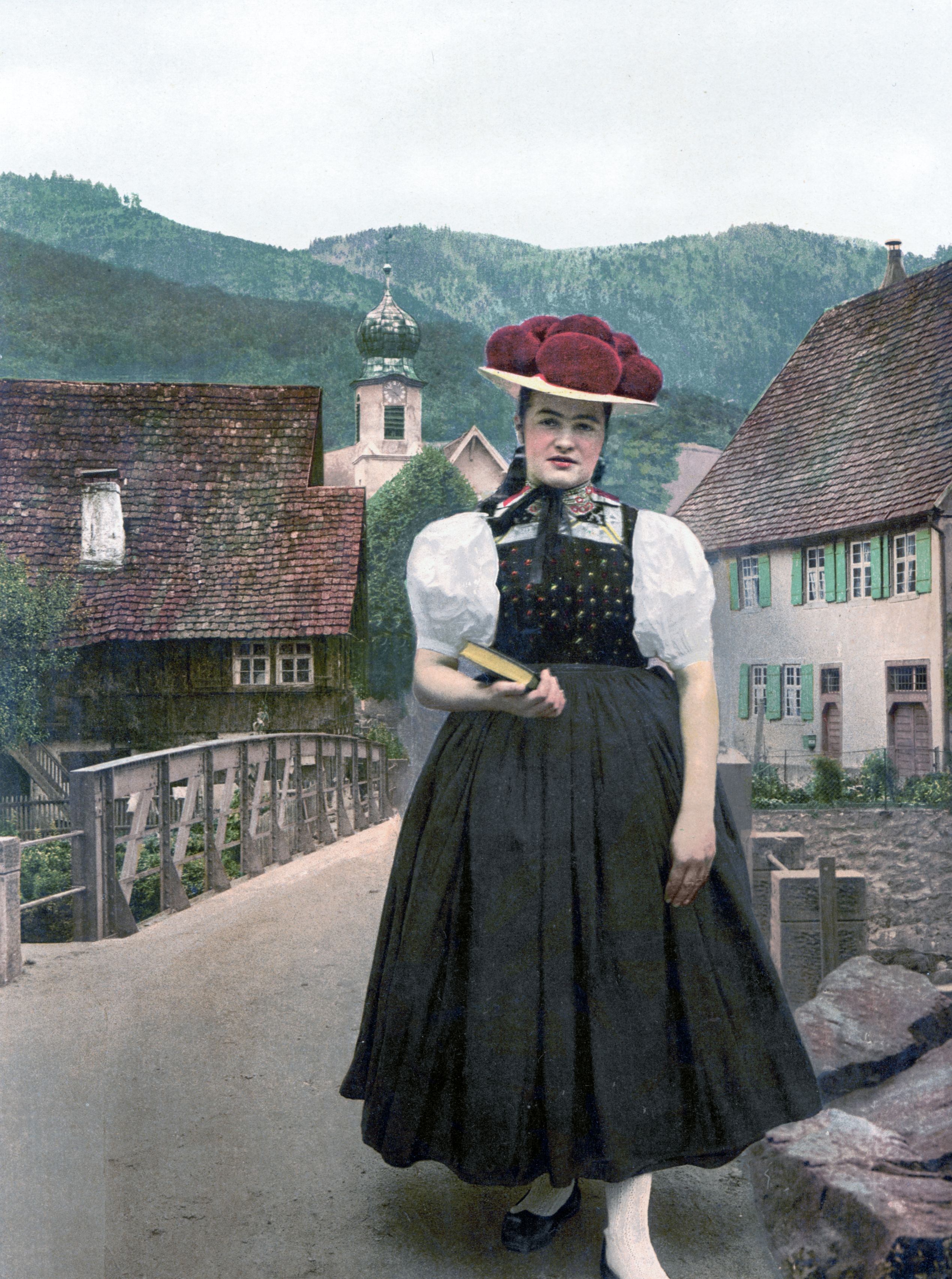
黑森林地区戴着红色大绒球帽的未婚女性装束，于约1900年。

大绒球帽（德語：bollenhut，在德语的某些方言中是“球”的意思，也有“洋葱”的意思，所以又称“洋葱帽”）是德国黑森林地区的女性民族传统头饰，发源于1750年代，是黑森林的象征和标志。
大绒球帽只出现在黑森林中三个相邻的村镇古塔赫（Gutach）、沃尔法赫-基尔恩巴赫（Wolfach-Kirnbach）和霍尔恩堡-赖辛巴赫（Hornberg-Reichenbach），这三个村镇在1810年前属于符腾堡的管辖，信仰福音派，与黑森林大部分地区的信仰不同。它在白色的宽大草帽衬底上，托着11个鲜艳的红色或黑色大羊毛绒球，整齐地构成十字形状，未婚的年轻女性戴红色绒球帽，已婚女性则戴黑色绒球帽，而红色绒球帽也只能在接受坚振礼后才能佩戴。之所以用11个绒球，是因为数字11在基督教中有象征意义，11为4加4加3，第一个4代表地球的四端，第二个4代表天空的四端，3则代表三位一体。一顶大绒球帽重约1.5千克，至今仍完全由手工制作。由于大绒球帽别致的外型，加上电影《黑森林的女孩》（Schwarzwaldmädel，1950年）的成功，使得它在1950年代到1960年代闻名世界，并被错误地认为是整个黑森林地区的特色。如今，当地女性仍然在节庆、宗教仪式和习俗表演时佩戴大绒球帽。

## 头饰装束
古塔赫等地区女性佩戴大绒球帽时有整套严格的装束要求。女性们身着黑色的宽松长裙，腰部摺叠多层；上身穿短袖的白色缝花衬衣，衬衣外穿无袖的天鹅绒紧身胸衣，胸衣有衬套，衣领是长方形的彩色镶边。头上先戴黑色的网状面纱，面纱的外沿是硬质的，使得面纱可以自然翘起，额头前方还有一个精致的刺绣，面纱上扎一块丝质的围巾，和面纱一起构成软衬帽，整个衬帽用两根黑色的细带子绕在头上，并在下巴下面打结。尚未接受坚振礼的小女孩和年老的女性只戴这种软衬帽，而从接收了坚振礼开始，女孩还可以另外佩戴红色的大绒球帽，直到结婚后佩戴黑色的大绒球帽。大绒球帽只在特殊的节庆时才佩戴，日常情况下的头饰只是软衬帽。节庆时，未婚女性还在发辫上扎两根紫色的长带，并用玻璃珠子等做挂件垂饰，已婚女性则不在发辫上挂垂饰，而是简单地将长髮盘起在帽沿下面。